# Август Маус
Август Маус (нім. August Maus; 7 лютого 1915 — 28 вересня 1996) — німецький офіцер-підводник, капітан-лейтенант крігсмаріне. Кавалер Лицарського хреста Залізного хреста.

## Біографія
26 вересня 1934 року вступив на флот кадетом. Служив на легкому крейсері «Нюрнберг» і навчальному кораблі «Шлезвіг-Гольштейн». Учасник Громадянської війни в Іспанії. У квітні 1940 року переведений в підводний флот. Як 1-й вахтовий офіцер здійснив 2 бойових походи на підводному човні U-68 капітана Карла-Фрідріха Мертена.
13 червня 1942 року призначений командиром підводного човна U-185 (тип IX-C/40), на якому здійснив 3 походи в Центральну і Південну Атлантику (провівши в морі загалом 229 днів). 24 серпня 1943 року човен Мауса був потоплений літаками з американського ескортного крейсера «Кор». 29 членів екіпажу загинули, решта 22 потрапили в полон. Всього за час бойових дій потопив 9 кораблів загальною водотоннажністю 62 761 брт і пошкодив 1 корабель водотоннажністю 6 840 брт.
| Дата потоплення | Назва корабля           | Тип               | Тоннаж | Вантаж                                                                                  | Екіпаж | Загинули | Країна             | Конвой  |
| --------------- | ----------------------- | ----------------- | ------ | --------------------------------------------------------------------------------------- | ------ | -------- | ------------------ | ------- |
| 7 грудня 1942   | Peter Mærsk             | Торговий теплохід | 5,476  | 4601 тонн державних товарів і 643 тонни генеральних вантажів                            | 67     | 67       | Британська імперія | ON-149  |
| 10 березня 1943 | Virginia Sinclair       | Паровий танкер    | 6,151  | 66 211 барель авіаційного бензину                                                       | 44     | 7        | США                | KG-123  |
| 10 березня 1943 | James Sprunt            | Торговий пароплав | 7,177  | 4000 тонн вибухівки                                                                     | 69     | 69       | США                | KG-123  |
| 6 квітня 1943   | John Sevier             | Торговий пароплав | 7,176  | 9060 тонн бокситової руди                                                               | 57     | 0        | США                | GTMO-83 |
| 7 липня 1943    | James Robertson         | Торговий пароплав | 7,176  | Баласт і 1.5 тонни радіоприймачів                                                       | 69     | 1        | США                | BT-18   |
| 7 липня 1943    | William Boyce Thompson  | Паровий танкер    | 7,061  | Водний баласт                                                                           | 57     | 5        | США                | BT-18   |
| 7 липня 1943    | S.B. Hunt (пошкоджений) | Паровий танкер    | 6,840  | 24 000 барелів водного баласту                                                          | 48     | 0        | США                | BT-18   |
| 7 липня 1943    | Thomas Sinnickson       | Торговий пароплав | 7,176  | 700 тонн марганцевої руди як баласт                                                     | 70     | 1        | США                | BT-18   |
| 1 серпня 1943   | Bagé                    | Торговий пароплав | 8,235  | 4775 тонн генеральних вантажів, включаючи гуму, волокно, горіхи кеш'ю, шкіру та бавовну | 134    | 28       | Бразилія           | TJ-2    |
| 6 серпня 1943   | Fort Halkett            | Торговий пароплав | 7,133  | Баласт                                                                                  | 59     | 0        | Британська імперія |         |

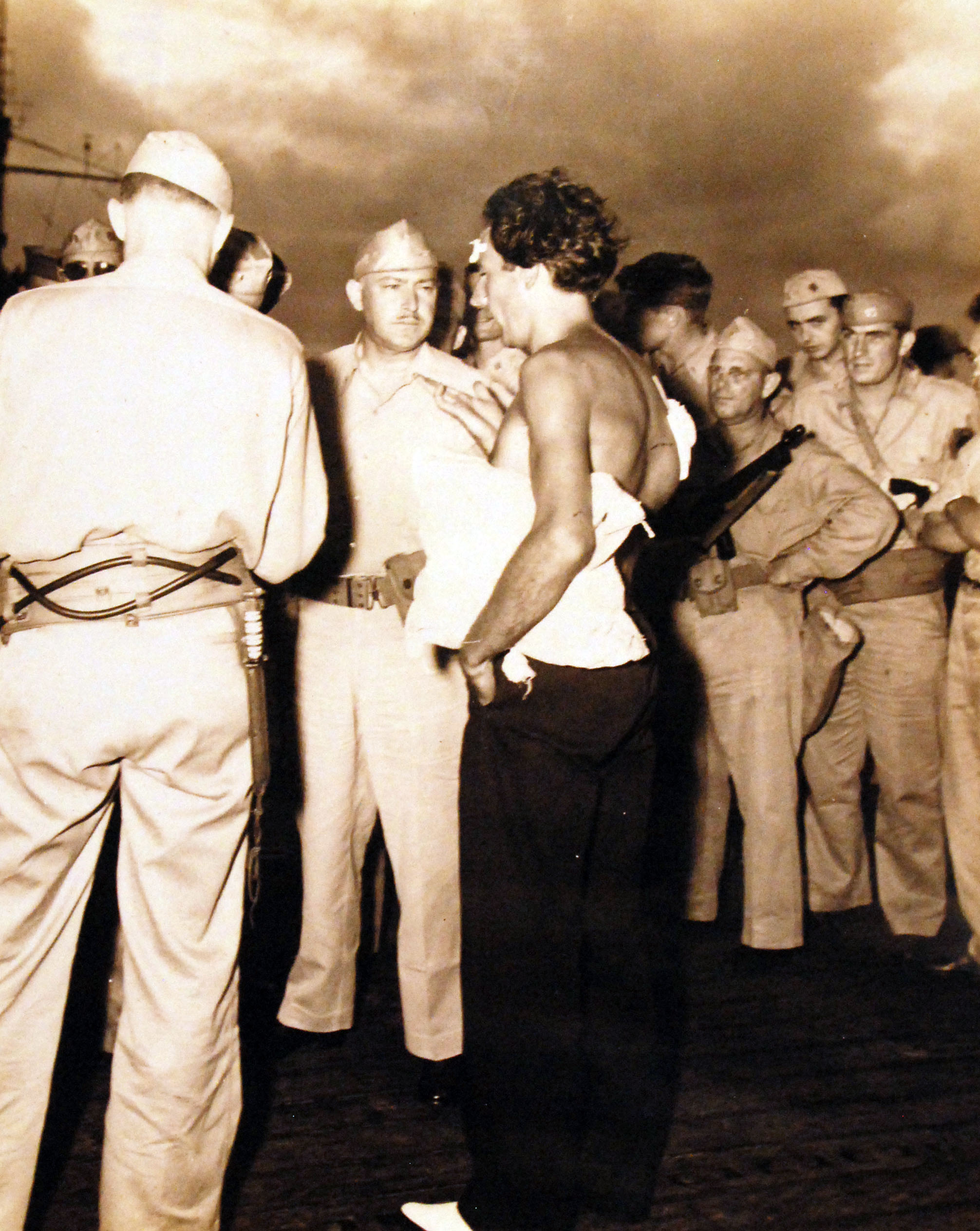
Маус відповідає на питання командира «Кора» капітана Гріра (24 серпня 1943).

Утримувався у таборі в Кроссвіллі, а в січні 1944 року переведений до табору Папаго-Парк в Аризоні, звідки 12 лютого 1944 року втік разом з чотирма іншими командирами-підводниками — Фрідріхом Гуггенбергером, Гансом Йоганнсеном, Германом Коттманном і Юргеном Квет-Фаслемом — але був схоплений. В лютому 1946 року переведений в табір, що знаходився в британській зоні окупації Німеччини і незабаром звільнений. Після війни успішно займався бізнесом в Гамбурзі.

## Звання
- Кандидат в офіцери (8 квітня 1934)
- Кадет (26 вересня 1934)
- Фенріх-цур-зее (1 липня 1935)
- Обер-фенріх-цур-зее (1 січня 1937)
- Лейтенант-цур-зее (1 квітня 1937)
- Оберлейтенант-цур-зее (1 квітня 1939)
- Капітан-лейтенант (1 листопада 1941)

## Нагороди
- Медаль «За вислугу років у Вермахті» 4-го класу (4 роки; 1 квітня 1938)
- Залізний хрест
  - 2-го класу (6 жовтня 1939)
  - 1-го класу (5 травня 1943)
- Іспанський хрест в бронзі (5 червня 1940)
- Нагрудний знак флоту (9 листопада 1942)
- Нагрудний знак підводника (26 грудня 1942)
- Лицарський хрест Залізного хреста (21 вересня 1943)